# Markus Beyer
Markus Beyer (Erlabrunn, 28 aprile 1971 – Berlino, 3 dicembre 2018) è stato un pugile tedesco.

## Carriera da professionista
Il 23 ottobre 1999, Beyer vinse il suo primo titolo mondiale WBC contro Richie Woodhall. Ha difeso con successo il titolo contro Leif Keiski prima di perdere contro Glenn Catley.
Il 5 aprile 2003, Beyer sfidò il canadese Eric Lucas campione WBC dei pesi supermedi e si aggiudicò il titolo.  Beyer difese il titolo contro Danny Green e Andre Tysse prima di essere sconfitto da Cristian Sanavia.